# Walter Jon Williams
Walter Jon Williams, född 28 oktober 1953 i Duluth, Minnesota är en amerikansk författare, främst aktiv inom science fiction-genren. Hans böcker har ofta drag av cyberpunk, framförallt Hardwired och Voice of the Whirlwind där speciellt den förstnämnda brukar nämnas i samma mening som William Gibsons Neuromancer.
Hans böcker The Green Leopard Plague och Daddy's World har vunnit nebulapriset, flera andra av hans noveller och böcker har blivit nominerade.

## Biografi
Williams föddes i Duluth i Minnesota och tog examen från University of New Mexico, där han tog sin filosofie kandidat-examen 1975. Han bor för närvarande i Valencia County, söder om Albuquerque i New Mexico.
Han skrev som Jon Williams och designade krigsspelet Tradition of Victory och rollspelet Promotions and Prizes, som återpublicerades av Fantasy Games Unlimited som Heart of Oak (1982) och Privateers and Gentlemen (1983).
2006 grundade Williams Taos Toolbox, en två veckor lång författarworkshop för fantasy- och science fiction-författare.
2017 var Williams hedersgäst vid 75th World Science Fiction Convention, som hölls i Helsingfors.

## Publikationer

### Noveller
- Hardwired
  - Hardwired (1986)
  - Solip:System (1989), novellett släppt som en fristående bok
  - Voice of the Whirlwind (1987)
  - "Wolf Time" (1987), novellett

- Drake Maijstral
  - The Crown Jewels (1987)
  - House of Shards (1988)
  - Rock of Ages (1995)

- Metropolitan
  - Metropolitan (1995), nominering till Nebula Award
  - City on Fire (1997), nominering till Hugo Award och Nebula Award

- Dread Empire's Fall En militär science fiction samt rymdsåpa-serie.
  - The Praxis (2002)
  - The Sundering (2003)
  - Conventions of War (2005)
  - Investments (2008), novella
  - Impersonations (2016)
  - The Accidental War (2018)
  - Fleet Elements (2020)
  - Imperium Restored (2022)

- Privateers and Gentlemen som Jon Williams
  - To Glory Arise, originally The Privateer (1981)
  - The Tern Schooner, originally The Yankee (1981)
  - Brig of War, originally The Raider (1981)
  - The Macedonian (1981)
  - Cat Island (1981)

- Dagmar Shaw En Sci-Fi-thrillerserie innehållande crowdsourcing och alternativt verklighetsspel
  - This Is Not a Game (2009)
  - Deep State (2011)
  - The Fourth Wall (2012)
  - "Diamonds from Tequila" (2014), kort berättelse publicerad i Rogues

- Quillifer
  - Quillifer (2017)
  - Quillifer The Knight (2019)
  - Lord Quillifer (2022)[2]

- Övriga noveller
  - Ambassador of Progress (1984)
  - Knight Moves (1985), Philip K. Dick Award nominering
  - Angel Station (1989)
  - Elegy for Angels and Dogs (1990)
  - Days of Atonement (1991)
  - Aristoi (1992)
  - The Rift (1999), as by Walter J. Williams
  - The New Jedi Order: Destiny's Way (2002)
  - Implied Spaces (2008)

### Korta fiktionsamlingar
- Facets (1990)
- Frankensteins and Foreign Devils (1998)
- The Green Leopard Plague and Other Stories

### Märkbar kort fiktion
- "Dinosaurs" (1987), nominering till Hugo Award
- "Witness" (1987), nominering till Nebula Award
- "Surfacing" (1988), nominering till Hugo Award och Nebula Award
- "Prayers on the Wind" (1991), nominering till Nebula Award
- "Wall, Stone, Craft" (1993), nominering till Hugo Award och Nebula Award
- "Red Elvis" (1994) (samlad i Mike Resnicks alternativa historieantologi Alternate Outlaws)
- "Foreign Devils" i War of the Worlds: Global Dispatches (1996), vinnare av Sidewise Award for Alternate History
- "Lethe" (1999), Nebula Award nominee
- "Daddy's World" (2000), Nebula Award winner
- "Argonautica" (2001), Nebula Award nominee
- "The Last Ride of German Freddie", i Worlds That Weren't (2002), nominering till Sidewise Award for Alternate History
- "The Green Leopard Plague" (2004), vinnare av Nebula Award winner, nominering till Hugo Award